# Sęp (U-Boot, 1939)
Die Sęp war ein U-Boot der polnischen Marine in der Zeit des Zweiten Weltkriegs und den anschließenden Jahrzehnten. Die Sęp (dt. „Geier“) wurde in den Niederlanden gebaut und gehörte zur Orzeł-Klasse.

## Geschichte
Der Bauauftrag wurde am 29. Januar 1936 von der polnischen Marine an die Rotterdamsche Droogdok Maatschappij N.V. in Rotterdam vergeben. Zwischen 1936 und 1939 wurde Sęp zeitgleich mit seinem Schwesterschiff Orzeł gebaut, das bei Koninklijke Maatschappij De Schelde in Vlissingen vom Stapel lief. Die Baukosten für die beiden Boote der Orzeł-Klasse betrugen über 20 Millionen Złoty und wurden hauptsächlich durch die Lieferung polnischer Agrarprodukte finanziert.
Die Fertigstellung der Sęp erfolgte etwas später als die des Schwesterschiffes Orzeł. Die polnische Marineführung musste angesichts des heraufziehenden Krieges mit dem Deutschen Reich befürchten, dass die neutralen Niederlande das Boot nicht ausliefern würden. Außerdem kam es zu deutschen Sabotageakten, welche die Produktion verlangsamten. Deshalb wurde das Boot während einer Testfahrt im April 1939 im Handstreich „entführt“, wobei zwei niederländische Ingenieure festgesetzt wurden. An dem Handstreich war der spätere Kommandant der Orzeł Jan Grudziński maßgeblich beteiligt. Das Boot wurde von dem Zerstörer Burza eskortiert und erreichte Gdingen am 18. April.
Zu Kriegsbeginn am 1. September 1939 lief das Boot zum Einsatz aus. Am 2. September wurde der deutsche Zerstörer Friedrich Ihn erfolglos mit einem Torpedo angegriffen. Der Zerstörer ging zum Gegenangriff über und fügte dem U-Boot leichte Schäden zu.
Am 3. September erlitt die Sęp infolge deutscher Angriffe schwere Maschinenschäden. Weitere Angriffe erfolgten am 4. September. Am 8. September wurde das U-Boot vor die Küste Gotlands beordert. Schwer beschädigt erreichte das Boot am 16. September das neutrale Schweden, wo es sich internieren ließ.
Nach dem Kriegsende kehrte die Sęp am 24. Oktober 1945 nach Polen zurück. Bis zum Dezember 1946 wurde das Boot im Dock repariert und umgebaut. Das 105-mm-Deckgeschütz wurde durch ein sowjetisches 100-mm-Geschütz ersetzt, das 1958 wieder entfernt wurde. Anfang 1949 erhielt Sęp die taktische Nummer B-11, die 1955 in P-55 geändert wurde. Das U-Boot wurde 1958 bei der Produktion des polnischen Filmes Unterseeboot Orzel als Kulisse genutzt.
Die Sęp wurde bis zu ihrer Außerdienststellung am 15. September 1969 als Ausbildungsboot eingesetzt. 1971/1972 wurde sie verschrottet.

## Kommandanten
- komandor podporucznik[2] Władysław Salamon (1938–1945)
- komandor podporucznik Bolesław Romanowski
- kapitan marynarki[3] Bronisław Szul
- kapitan marynarki Henryk Pietraszkiewicz
- porucznik marynarki[4] Marian Załoga
- porucznik marynarki Jerzy Missima
- porucznik marynarki Ryszard Płużyczka
- kapitan marynarki Michał Zawadzki
- kapitan marynarki Lucjan Matysiak

## Siehe auch

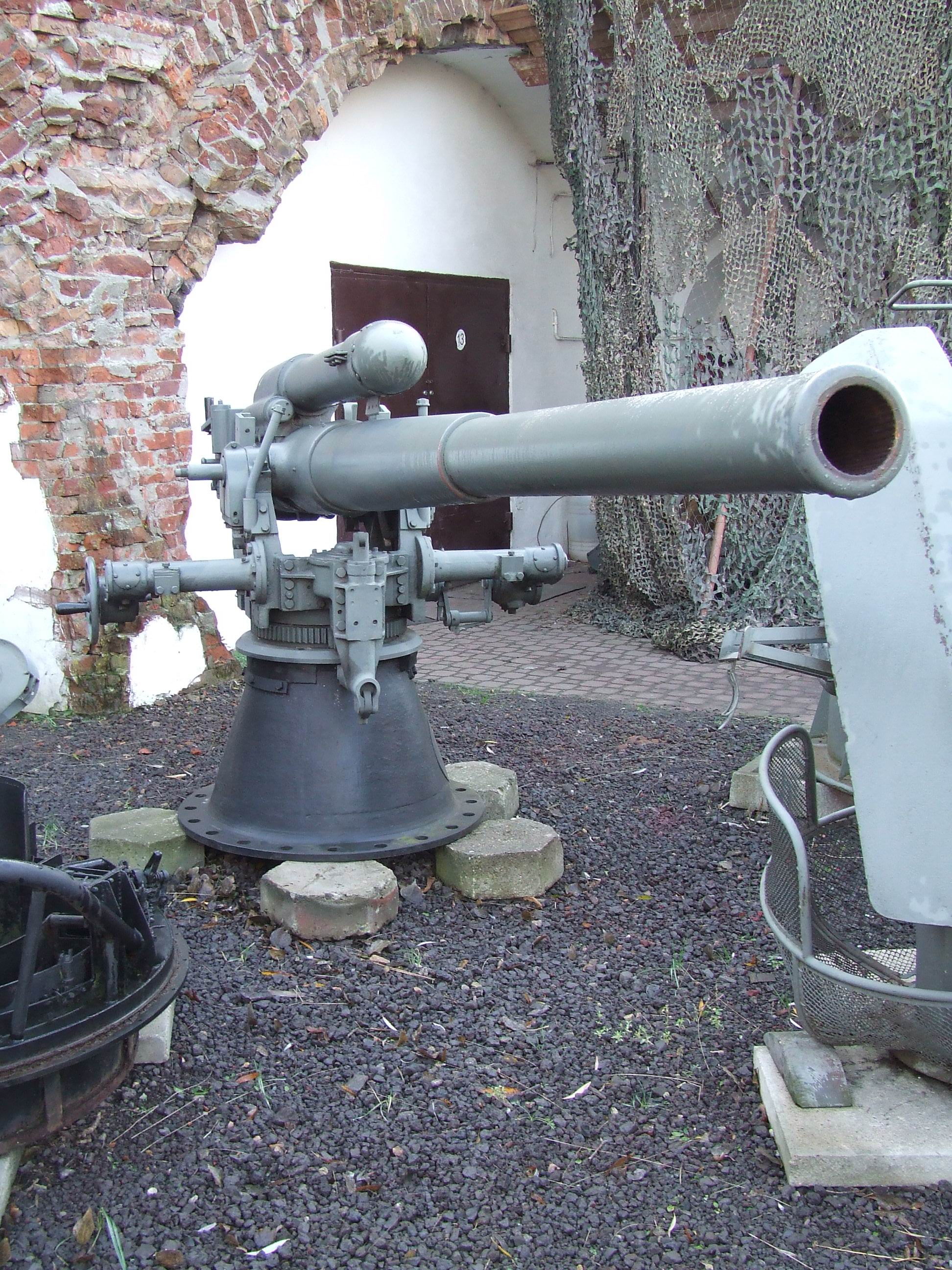
Das erhaltene Bordgeschütz der Sęp im Armeemuseum in Warschau